# Kruger (Schiff)
HMS Kruger (ex russisch Präsident Krüger, kyrillisch Президент Крюгер, benannt nach Paul Kruger) war im Ersten Weltkrieg und im Russischen Bürgerkrieg ein Hilfskreuzer der Royal Navy und 1918–1919 das Flaggschiff der British Caspian Flotilla.

## Technische Daten
Außer der Größe (ca. 1000 t) sind von dem Schiff keine technischen Daten überliefert. Vermutlich handelte es sich um ein relativ neues Fahrzeug, da es von Commodore David Thomas Norris (1875–1937) als Flaggschiff ausgewählt wurde. Die ehemalige Präsident Krüger war auf dem Kaspischen Meer als Frachter eingesetzt gewesen und besaß Einrichtungen für einige Passagiere. Vermutlich diente sie normalerweise im Liniendienst zwischen Astrachan – Petrowsk (heute Machatschkala) – Baku. Im Notfall konnte die Kruger bis zu 800 Soldaten aufnehmen. Wie alle Dampfer auf dem Kaspischen Meer wurde sie mit Masut betrieben, einem Abfallprodukt der Erdölgewinnung; Heimathafen war offenbar Baku.

## Verwendung im Ersten Weltkrieg und Russischem Bürgerkrieg
Vermutlich noch im August 1918 wurde sie in Baku von der Vorauseinheit der „British Caspian Flotilla“ als Flaggschiff in Dienst gestellt und mit vier oder fünf Geschützen bestückt. Die Mannschaft und der Kapitän des Schiffes blieben russisch, während die Offiziere Angehörige der Royal Navy oder Royal Naval Reserve waren. Bis März 1919 fuhr die Kruger noch unter russischer Kriegsflagge, jedoch mit einem britischen Kommandowimpel. Im März wurde die ganze Flottille auch formal von der Royal Navy übernommen und auf allen Einheiten das White Ensign gehisst. Im Frühjahr/Sommer 1919 geriet die Kruger mehrmals in Gefechte mit Einheiten der rotrussischen Kaspi-Flottille. Im Seegefecht von Fort Alexandrowsk wurde sie empfindlich getroffen und geriet aufgrund eines Schadens in der Maschine und Steuerungsanlage kurzfristig außer Kontrolle.
Ende August 1919 wurde sie als letztes Schiff der Flottille der weißrussischen Freiwilligenarmee Denikins übergeben. Vermutlich flüchtete sie wie der Rest der ehemaligen britischen Flottille im April 1920 in den persischen Hafen Bandar Anzali, um nicht in die Hände der aufständischen Bolschewiki in Baku zu fallen. Offenbar wurde sie nach dem Handstreich auf Enseli am 18. Mai 1920 durch die Kaspi-Flottille unter Fjodor Fjodorowitsch Raskolnikow wie alle anderen Schiffe gekapert und nach Baku zurückgeführt. Vermutlich wurde sie ab diesem Zeitpunkt wieder als Handelsschiff eingesetzt, eventuell jedoch nicht mehr unter ihrem alten Namen Präsident Krüger.